# Рубль Дальневосточной республики

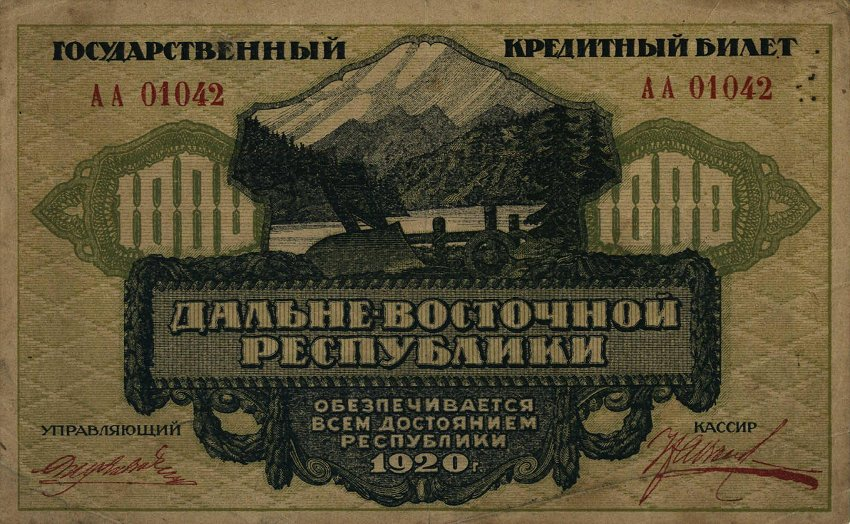

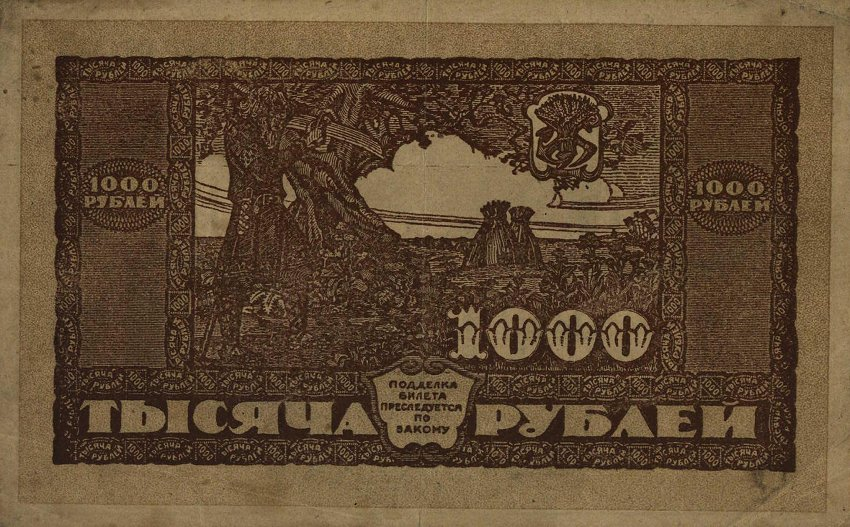
1000 рублей ДВР 1920

Ру́бль Дальневосто́чной респу́блики — валюта существовавшего с 1920 по 1922 год искусственно созданного буферного государства на территории Забайкалья и Дальнего Востока России.
25 января 1920 года состоялся I съезд Советов освобожденной части Забайкалья, который принял решение восстановить советскую власть во всех районах области, занятых партизанами. Во второй половине марта в Верхнеудинске возникло земское правительство, которое возглавляли большевики, 31 марта 1920 правительство земской управы объявило себя правительством Дальневосточной республики (или Дальне-Восточной в тогдашнем написании). В 6 апреля 1920 в Верхнеудинске прошел съезд трудящихся Забайкалья, упразднивший земскую власть и учредивший коалиционное Временное правительство. Выполняя директивы ЦК РКП(б), Дальневосточный областной партийный комитет предложил правительству Приморской земской управы распространить свою власть на весь Дальний Восток: Приморскую область, полосу отчуждения КВЖД, Сахалин, Камчатку и Амурскую область. А 14 мая ДВР была признана Советским правительством.
Одной из первостепенных задач Правительства стало упорядочивания денежного обращения на подконтрольных ему территориях.
К этому времени по ДВР ходили различные суррогатные денежные знаки, имевшие различный курс взаимного обмена, например, сибирские рубли, керенки, денежные знаки соседних государств, такие как японские иены. Более других ценились рубли Российской империи, особенно пятисотенные купюры с изображением Петра Первого.

## Начало обращения
Первоначально, ещё до провозглашения ДВР, Временная Земская власть Прибайкалья производила попытки упорядочить уже имеющееся денежное обращение. Так, аннулированные в РСФСР сибирские рубли оставались, тем не менее, в Прибайкалье средством платежа. Мало того, потерявшие всякую стоимость в Советской России сибзнаки в регионах к востоку от ДВР (в частности, в Харбине) всё ещё котировались, поэтому наводняли рынок и самой Дальневосточной Республики. Правительство Прибайкалья установило единый курс обмена совзнаков РСФСР 1918—1919 годов на сибирские рубли из расчёта 15 совзнаков за 1 сибзнак. В то же время изыскивалась возможность начать эмиссию собственных денег, о чём 26 марта 1920 года была достигнута договорённость с Москвой. К этому времени Земской власти уже удалось найти купюры для будущего рубля ДВР. Это были перехваченные в Иркутске Кредитные билеты Омского правительства американского производства достоинством в 25 и 100 рублей. Первоначально РСФСР хотела использовать купюры у себя, однако позднее они были переданы ДВР, после того, как на них был наложен типографским способом гриф «Временная Земская власть Прибайкалья». Эти купюры на сумму 228 425 950 рублей и стали первыми рублями ДВР, выпущенными в обращение.

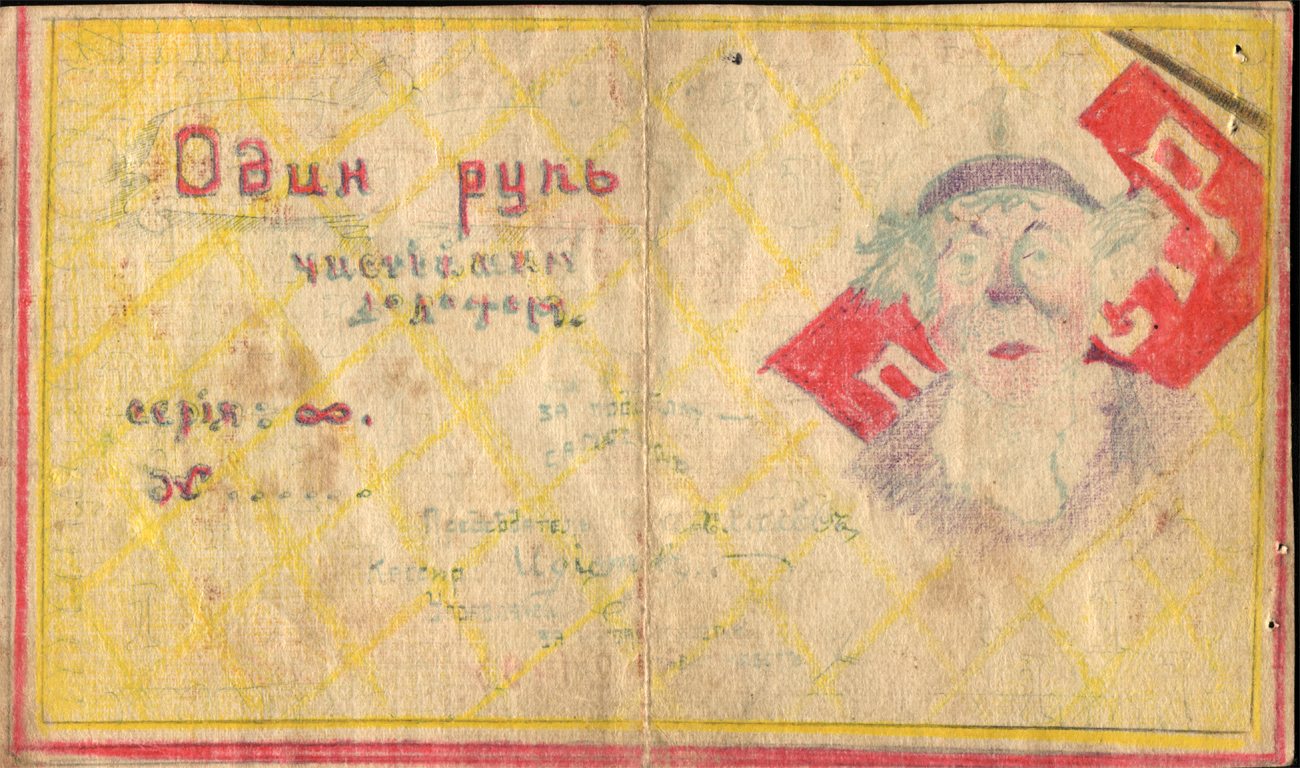
Белогвардейская карикатура на 1 рубль ДВР, 1920 год

Для вывода из обращения сибирских рублей был объявлен ограниченный обмен их на новые рубли в соотношении 100 сибзнаков за 1 рубль ДВР. Пропорция была установлена произвольно, первоначально планировалось девальвировать сибзнак в 10, а не в 100 раз. Обмен сибирских рублей на рубли ДВР начался 1 июля 1920 года и вёлся 10 дней. Устанавливались ограничения на обмен, в частности, сибзнаки принимались только от резидентов ДВР и в количестве не более 50 тысяч. 
В качестве усмешек над реальной стоимостью рублей ДВР, белогвардейцы в Приморье выпустили ряд "настоящих" денег Буферной республики, отметив при этом, что они обеспечены только куском газетной бумаги.

## Верхнеудинскаяэмиссия
27 июля 1920 года было принято постановление Правительства ДВР об эмиссии новых денежных знаков «в целях замены обращающихся в республике денежных знаков различных образцов знаками, соответствующими по своему внешнему виду новым республиканским формам государственного строя Дальневосточной республики». Кредитные билеты Дальневосточной республики выпускались достоинством в 3, 10 и 1000 рублей. Вскоре были выпущены билеты в 1 рубль и 5 рублей. Печать банкнот осуществлялась на Иркутской фабрике государственных бумаг.
На всех кредитных билетах верхнеудинской эмиссии был изображён герб ДВР: сноп колосьев с перекрещенными, наподобие серпу и молоту, якорем и старательским одноконечным кайлом (кирка золотоискателя по кустарной добыче золота). Такой герб символизировал единение трёх основных регионов, входивших в республику: Приморье (якорь), Приамурье (сноп) и Забайкалье (кайло).
За период верхнеудинской эмиссии было выпущено кредитных билетов на сумму в 1 906 891 200 рублей.

## Читинскаяэмиссия
21 октября 1920 года части народной армии ДВР освободили от войск атамана Г. М. Семёнова город Читу, куда была перенесена столица. Конференция областей Дальнего Востока в ноябре 1920 года избрала правительство республики во главе с А. М. Краснощёковым. Новым правительством было принято решение о скорейшем увеличении эмиссии, для чего Иркутская фабрика была преобразована в Экспедицию государственных бумаг и усилена типографским оборудованием и квалифицированными рабочими со всей республики. В новой эмиссии выпускались в основном 1000-рублёвые банкноты и новые кредитные билеты достоинством в 500 рублей.
За период читинской эмиссии было выпущено кредитных билетов на сумму в 2 050 666 600 рублей. Всего за периоды верхнеудинской и читинской эмиссий ДВР было введено в оборот кредитных билетов на сумму в 3 957 557 800 рублей.

## Благовещенскаяэмиссия
Рубли ДВР быстрыми темпами обесценивались в течение всего периода обращения. К концу 1920 года выпускали в основном купюры в 500 и 1000 рублей. Однако для мелких платежей не хватало разменных денег. В результате руководство Амурской области в составе ДВР по согласованию с республиканским правительством приступило к печати в Благовещенске на мощностях бывшей частной типографии «Чурин и Ко» расчётных денежных знаков Дальневосточной республики. Расчётные знаки выпускались достоинством 25 и 50 рублей. Вследствие инфляции купюры меньшего достоинства для оборота уже не требовались.
Всего в Благовещенске было выпущено расчётных знаков на сумму в 89 417 050 рублей.

## Вывод из обращения
В 1921 году инфляция достигла гигантских размеров. Как результат «буферки», так называли в народе дальневосточные рубли, практически потеряли и без того невысокую платёжную ценность. В июле 1921 года выпуск рублей ДВР был прекращён, а 15 ноября 1922 года валюта была официально выведена из обращения в связи с присоединением ДВР к РСФСР. К этому времени она уже фактически не использовалась. Покупательная способность дальневосточного рубля упала настолько, что уже в конце 1921 года фактическая стоимость кредитного билета 1000-рублёвого достоинства была менее одной российской копейки в золотом исчислении.